# アリシア・ユン
アリシア・ユン（Alicia Yoon、1982年 - ）は、ニューヨークを拠点とする大韓民国の女性実業家であり、韓国製の化粧品、スキンケア商品を扱うピーチ&リリーの創業者として最もよく知られている。
1982年に大韓民国で生まれたアリシア・ユンは、1歳のときにアメリカ合衆国へ移り住んだ。高等学校を韓国で卒業した後、1年間エステティシャンとしてのトレーニングを受けた。その後、彼女は再度渡米してコロンビア大学に学んだ。2004年にコロンビア大学を卒業すると、財務やコンサルティングに関心を寄せるようになり、最終的にハーバード・ビジネス・スクールを選んで進学した。そこでMBAを取得した彼女は、ボストン・コンサルティング・グループに就職したが、結局はそこから離れ、ピーチ&リリーを創業した。